# Раул Дијањ
Раул Дијањ (10. новембар 1910 – 4. новембар 2002)  био је француски фудбалер који је професионално играо као одбрамбени играч у Француској и за француску репрезентацију . Након играчке каријере радио је као тренер.
Рођен у Сен Лоран ди Маронију у Француској Гвајани, Дијањ, син политичара Блеза Дијања, одрастао је у Паризу. Млади Дијањ је био бриљантан студент, али његова страст према фудбалу била је много јача од оне према учењу, упркос притиску његовог оца. Раул Дијањ га је првобитно отпустио француски професионални фудбалски клуб Стад Франсе, али је са 16 година потписао уговор са Расинг Клубом из Париза. Висок, елегантан и свестран дефанзивац који је био одличан у ваздуху, Дијањ је био први црни играч изабран за француску репрезентацију. За репрезентацију је одиграо 18 наступа. Француска штампа је Дијања назвала „Црним пауком“, с обзиром на његову импресивну висину (1,87 м) и домет удова. Играјући у Паризу, Дијањ је био близак звезди Жозефини Бекер, која га је од милоште звала „мој мали брат“. Био је истакнута личност у „црном Паризу“ тог времена, заједно са боксером Панамом Алом Брауном.
Дијањ је могао да игра на било којој позицији на терену, укључујући и голмана. Упркос импозантној величини и примарној улози одбрамбеног играча, његова омиљена позиција била је десно крило. Као веома офанзивно оријентисан десни бек, направио је каријеру у француској репрезентацији. У ствари, није било неуобичајено видети Раула како мења позицију са правим десним крилом како би покушао да постигне резултат на крају утакмице.
Крајем 1940-их, након што је завршио играчку каријеру у Тулузу (до 1942), Ансију (1942–1945) и Ници (1945–1947), стекао је тренерске дипломе и практиковао у Белгији, Алжиру и Нормандији. Сенегалског порекла, Дијањ је почетком 1960-их постао први тренер репрезентације Сенегала.
Раул Дијањ је умро 4. новембра 2002. године у Кретеју, југоисточном предграђу париске метрополитанске области. „Црни паук“ је имао 92 године, а Француски фудбал је оплакивао губитак звезде и пионира.